# Metele (wieś)
Metele (lit. Meteliai, błr. Мяцелі) – wieś o charakterze małomiasteczkowym na Litwie w okręgu olickim, w rejonie łoździejskim,  w starostwie Sereje. Położona jest ok. 2 km od Serej i ok. 24 km od granicy z Polską. W 2001 r. liczba ludności wynosiła 252 osoby. Leży na wąskim przesmyku między jeziorami Duś i Metele.
Metele położone były w drugiej połowie XVI wieku w powiecie trockim województwa trockiego. W XIX w. należały do Królestwa Kongresowego, gdzie były siedzibą gminy Metele w powiecie sejneńskim (gubernia suwalska). Do 1832 roku Metele posiadały prawa miejskie.